# Kropotkin, Krasnodar Krai
Kropotkin (tiếng Nga: Кропоткин) là một thành phố Nga. Thành phố này thuộc chủ thể Krasnodar Krai. Thành phố có dân số 79.185 người (theo điều tra dân số năm 2002). Đây là thành phố lớn thứ 203 của Nga theo dân số năm 2002. Dân số qua các thời kỳ: 80,743 (Điều tra dân số 2010); 79,185 (Điều tra dân số 2002); 75,929 (Điều tra dân số năm 1989); 70,000 (1972); 42,000 (1939); 27,000 (1926).
Khu định cư được lập với tên Romanovsky Khutor vào cuối thế kỷ 18 và đã được đổi tên thành Kropotkin (theo tên Pyotr Alekseyevich Kropotkin) năm 1921, lúc khu định cư thành thị xã.